# Křen (příjmení)
Příjmení Křen je odvozeno od jména rostliny zvané křen. Dříve se vyskytovalo i jako křestní jméno Chřen.
Mikuláš Křen, bratr ve františkánském klášteře v Kadani (frater Nicolaus ordinis Minorum dictus Chrzyen), bude patrně prvním zaznamenaným výskytem tohoto příjmení v Čechách. Byl roku 1337 vyšetřován inkvizicí v Praze, kde byl biskupem Jan, který například již roku 1314 zle vytýká minoritům, že v interdiktu pohřbili Sulislava z Pnětluk s hymny a písněmi. Jistý jmenovec (Nic. Chren) se v roce 1351 také vyskytuje v Brně (v Knize počtů města Brna z let 1343–1365).
Čech Martin Křen (polsky Marcin Chrzan), z bojové skupiny Mikuláše z Potštejna a na Žampachu, roku 1406 zavraždil piastovce Přemysla Mladšího Osvětimského, syna Přemysla I. Nošáka.
Jan Křen byl v letech 1410 a 1418 litomyšlský měšťan a rychtář.
Roku 1516 Bartoloměj Křen z Velebudic (von Welbeditz) vlastnil ves Koporeč (zu Koppritz). Po zavraždění Jana Zikmunda Křena roku 1589 se neúspěšně pře Zuzana Křenová z Křenova (vnučka Matyáše Křena z Křenova, který si vzal dceru Jindřicha Albrechta z Kolovrat).
V Jižních Čechách se v urbáři města Kaplice vyskytuje roku 1533 Ant. Křen. A roku 1536 v Milevsku klášterský úředník Jan Chřen.
Tomáš Křen z Otendorfu (Thomas Kienov von Ottndorff), obyvatel Prahy, obdržel od krále Ferdinanda I. Habsburského vladyctví a erb 15.2.1544. V Praze jsou roku 1587 dále Jan Chřen (řezník) a Daniel (krejčí) – oba z Jičína.[nedostupný zdroj]
Albrecht Křen (Kořen), původem ze západních Čech (Stříbrné Hory), se roku 1598 a 1600 v Olomouci soudil (asi jako rytíř) s rytířem Vlasatým z Domaslavě (Wlasatý von Domaslaw, rodu původem z Plzeňska, jehož rod byl spřízněný s rodem Chlumčanských z Přestavlk a z Chlumčan sňatkem Doroty Vlasaté z Domaslavě s Janem Chlumčanským – právě se Zikmundem Chlumčanským vedli Chřínovci spor o Biadla u Merklína), tedy pravděpodobně Jan Vlasatý od Brna. Jan Křen v Holešově vlastní v letech 1628–1640 dům čp. 4. Na Moravě se dále vyskytuje urozený Zdeněk Albrecht Křen ze Lhotic/Lechotic (Chotče), Jíra a Albín z Chotče. Dle urbáře z roku 1676 v Holešově vlastní dům č.p. 65 dědicové Jíry (1689 prodává Albín) – Křenovský dům (památka 29179/7-5941). Dále je zde roku 1634 Jan Křen z Hodějova – úředník v Bystřici pod Hostýnem.
Chřínovci z Chřínova mohou být původci tohoto příjmení v Čechách, protože se i v současné době kryje poloha výskytu příjmení s okolím posledního dokladovaného výskytu tohoto rytířského rodu – Merklína (zejména Skočice a Lužany spojené s Markvartem z Příchovic na Skočicích).
Roku 1787 byl přijat zákon (platný od roku 1788), který nařizoval židům přijetí německých příjmení. Tak například syn Volfa Šimcherle Křena přechází na příjmení Volf.
příjmení osob
- Ivo Křen – český grafik
- Jan Křen – český historik
- Mikuláš Křen – český herec

## Zahraničí
Varianta příjmení Krenn je (alespoň podle seznamu adres) v Rakousku 62. nejčastější příjmení a 3. nejčastější mezi začínajícími od písmene K  a je častější než příjmení Křen v České republice. S touto obdobou příjmení se v současnosti v Rakousku vyskytuje řada významných osobností. V Německu je pak příjmení rozšířeno okolo Pasova.
Historicky je rozšířen rod Krennů (či varianta Khren, Chren) u Judenburgu s nejstarší zmínkou na rytíře Ruedlina (Rudolfa) der Khrena (okolo roku 1250).[zdroj?] Poté lze nalézt zmínky například i v nedalekém Knittelfeldu Chunrat der Chren (od 1308), Dietersdorfu Ortholf der Khren (od 1349, je židem) či Leobenu Hans Chren (od 1378).
Mimo to je uváděn v Pasově (již někdy mezi lety 1218–1221) jistý Oldřich Křen s dcerou (Helena filia Vlrici Chren) a v Rakousku Heinricus Chrene in Chaglowe (neboli Zaglau u Štýru v letech 1265–1267) (ve 14. století i Ditlinus Chren v nedalekých Oponicích) či Dietmar der Chren roku 1297 zmiňovaný ve městě Hausleiten.
Roku 1276 je zmiňován Volrici dicti Chren in villa Lovnan, tedy ve městě Lana (nyní v Itálii). Dále pak Velius qui Cren dicitur de Lugegnano (1281), Frizlini d. Chrehen (1301) či Fritzonis d. Chren de N. Leunan (1320).
Dále je možné zmínit bratry Christopha, Wolfganga a Hanse Kreena z Kremže, kteří obdrželi roku 1567 erb od císaře Maximiliána II. či Dr. jur. Ulrich Krenn von Krennberg u Vídně, tajemníka krále Matyáše Habsburského.
Ve Slovinsku se vyskytuje varianta příjmení Hren či Gren. Lenart Hren (1520–1585), starosta Lublaně, měl syny Tomáše Hrena (1597–1630, Thomas Chrön), místního biskupa, a Andreje Hrena (1562–1645), také starostu. Ale již roku 1497 je ve Slovinsku uváděn Georgius Krenn de Gotze.
V Chorvatsku se příjmení nejvíce vyskytuje na sever od Záhřebu.
Dr. Franz Kren z Rakouska si vzal dceru doktora Eduarda Blocha, se kterou emigroval do USA.